# Luis Soria
Jonathan Luis Soria (Buenos Aires, Argentina, 25 de agosto de 1989). Es un futbolista argentino. Juega de mediocampista y su equipo actual es Talleres (RE) de Argentina.

## Clubes
| Club              | País      | Año       | PJ  | Goles |
| ----------------- | --------- | --------- | --- | ----- |
| Estudiantes (BA)  | Argentina | 2008-2014 | 170 | 6     |
| Sportivo Italiano | Argentina | 2015-2016 | 4   | 0     |
| Comunicaciones    | Argentina | 2016-2019 | 29  | 2     |
| Talleres (RE)     | Argentina | 2019-2019 |     |       |